# Escaudœuvres
Escaudœuvres ist eine französische Gemeinde mit 3180 Einwohnern (Stand 1. Januar 2022) im Département Nord in der Region Hauts-de-France. Sie gehört zum Arrondissement Cambrai und zum Kanton Cambrai. Die Einwohner werden Scaldobrigiens genannt.

## Geografie
Escaudœuvres liegt drei Kilometer nordöstlich von Cambrai an der hier kanalisierten Schelde. Nachbargemeinden sind: Cambrai, Cagnoncles, Cauroir, Eswars, Naves, Ramillies, Thun-l’Évêque und Thun-Saint-Martin.

## Bevölkerungsentwicklung
| Jahr                       | 1962 | 1968 | 1975 | 1982 | 1990 | 1999 | 2006 | 2014 | 2020 |
| Einwohner                  | 3152 | 3224 | 3951 | 4234 | 4205 | 3702 | 3382 | 3302 | 3186 |
| Quellen: Cassini und INSEE |      |      |      |      |      |      |      |      |      |

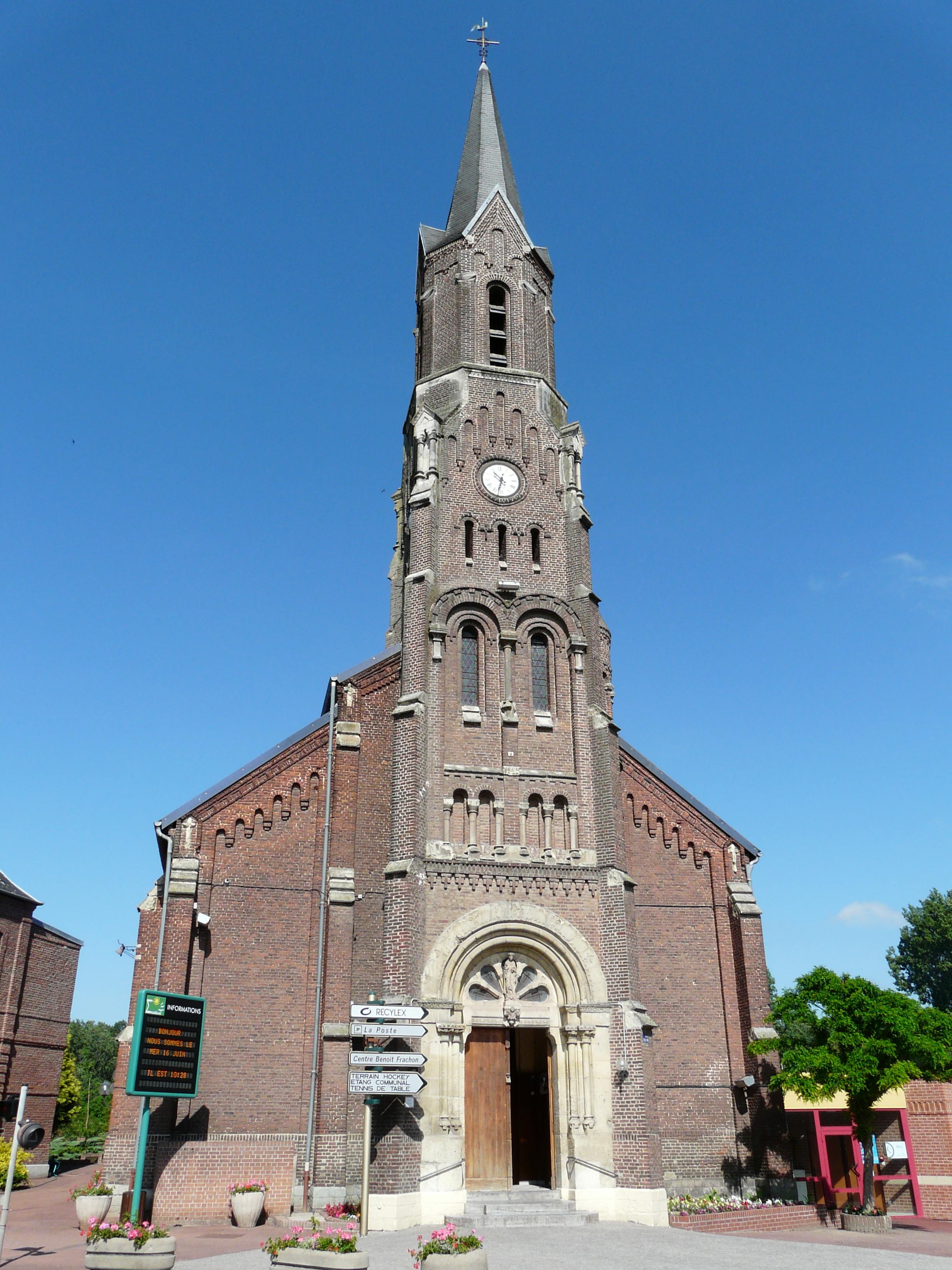
Kirche Saint-Pierre
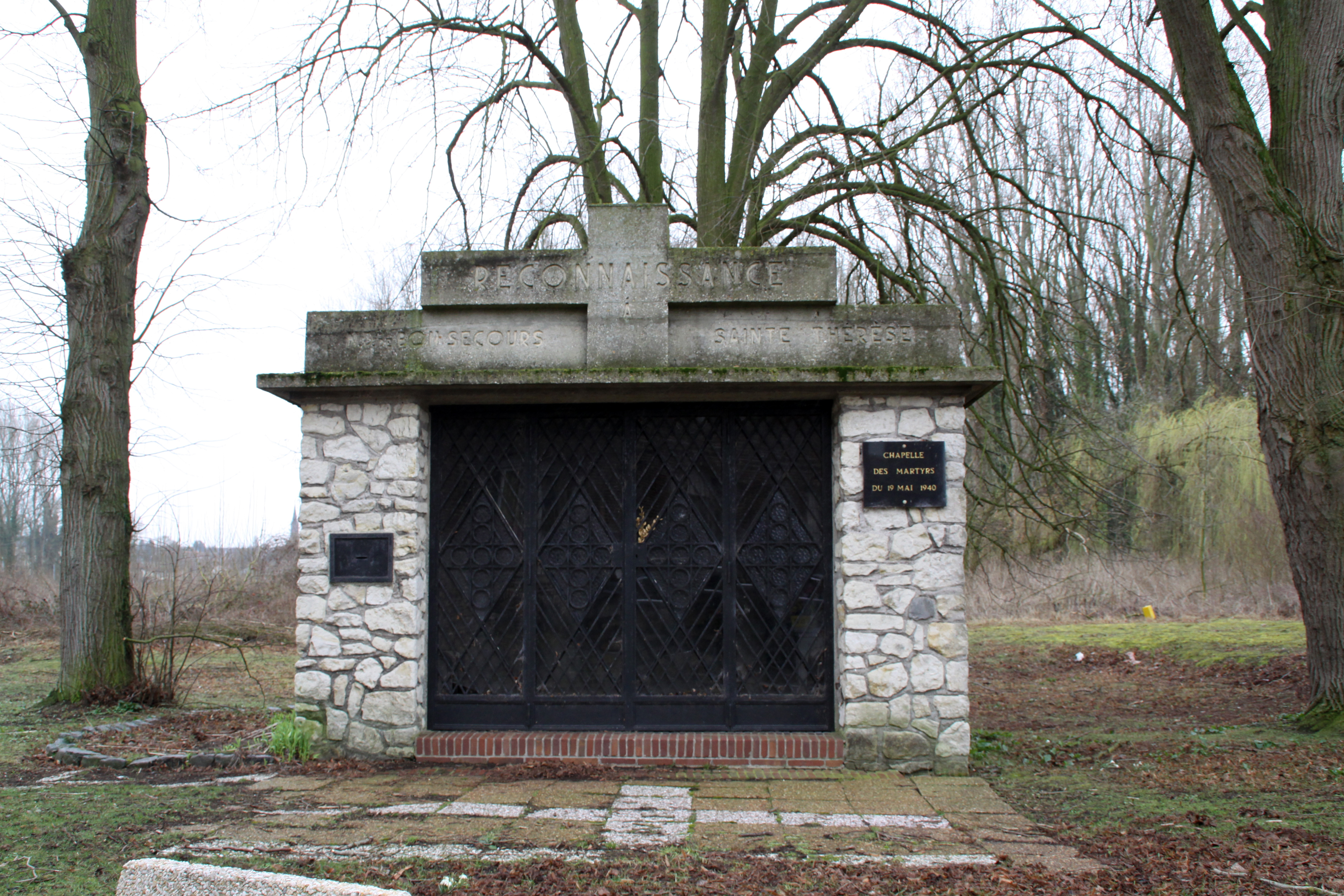
Märtyrer-Kapelle
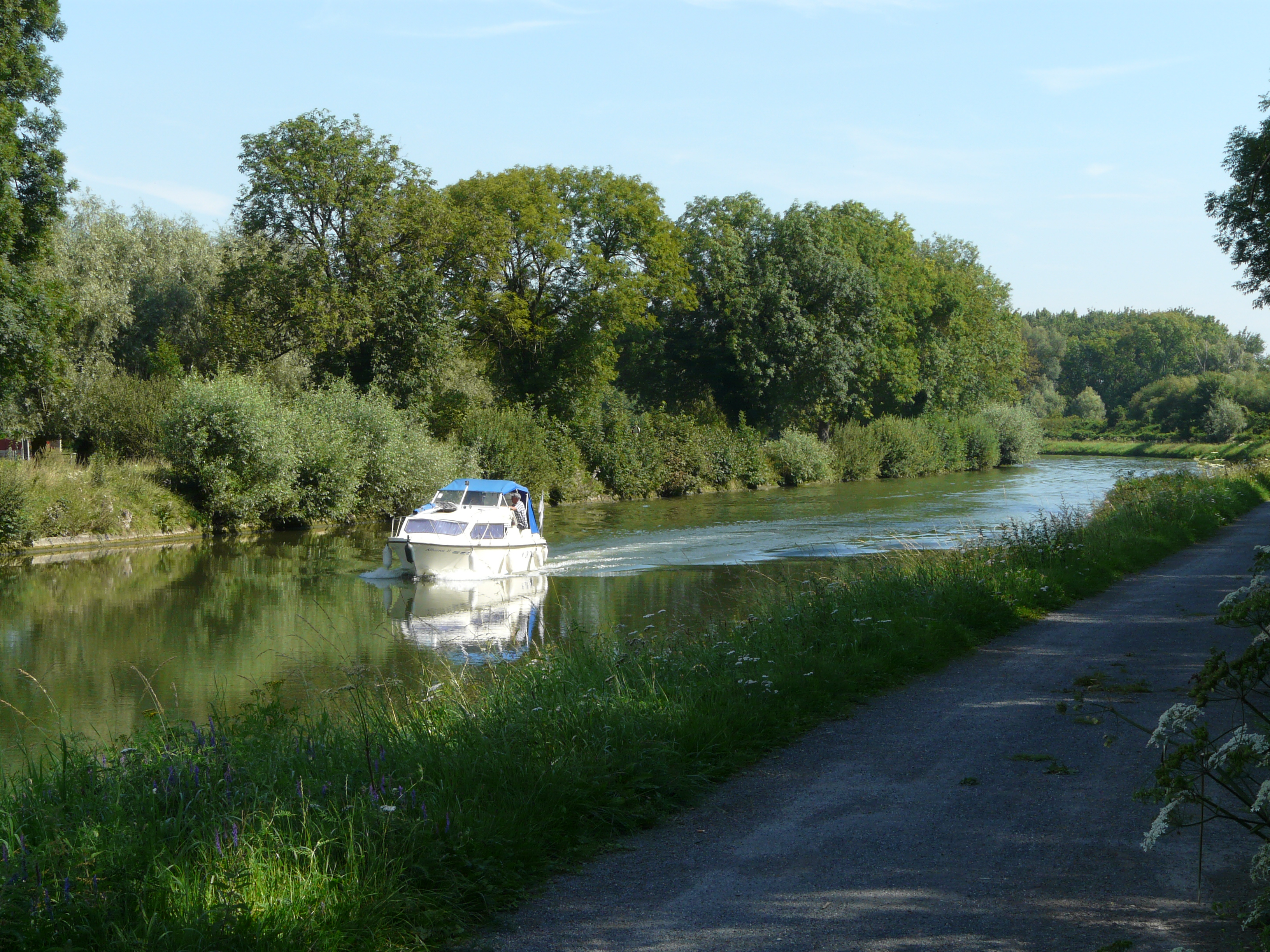
Kanalisierte Schelde bei Escaudœuvres
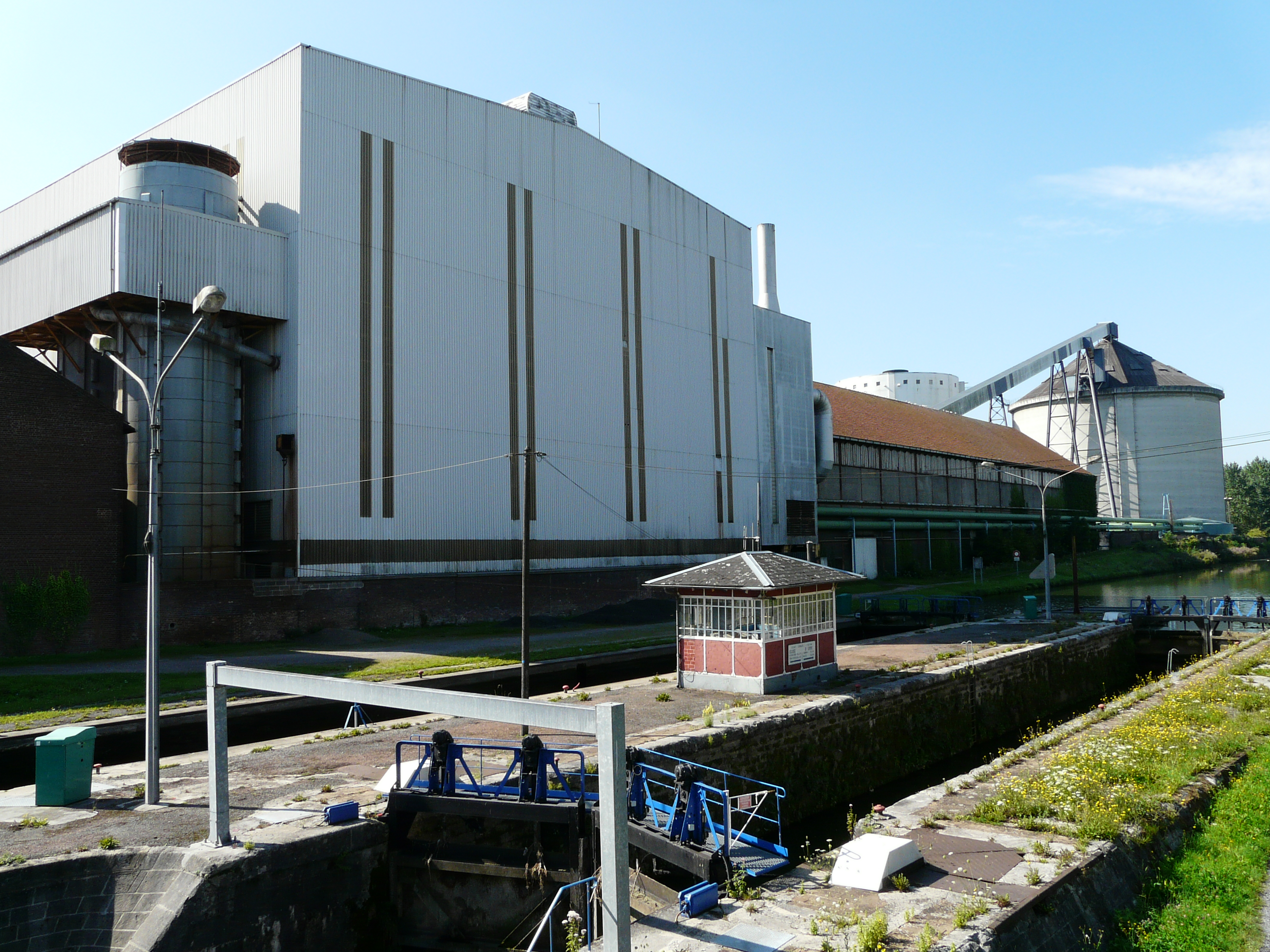
Zuckerfabrik in Escaudœuvres